# Ligne de Barentin à Caudebec-en-Caux
La ligne de Barentin à Caudebec-en-Caux est une voie ferrée française à écartement standard, sise dans le département de Seine-Inférieure (aujourd'hui Seine-Maritime), établie par la Compagnie des chemins de fer de l'Ouest. Inauguré en deux étapes, en 1881 et 1882, ce chemin de fer fut fermé aux voyageurs en 1949, puis aux marchandises en 1990. Cette ligne peut être considérée comme une antenne de la grande radiale Paris-Le Havre desservant à partir de la gare de Barentin les communes à vocation industrielle situées sur la rive droite de la Seine.
Elle constitue la ligne 351 000 du réseau ferré national.

## Histoire

### La construction et les débuts de l'exploitation jusqu'en 1914

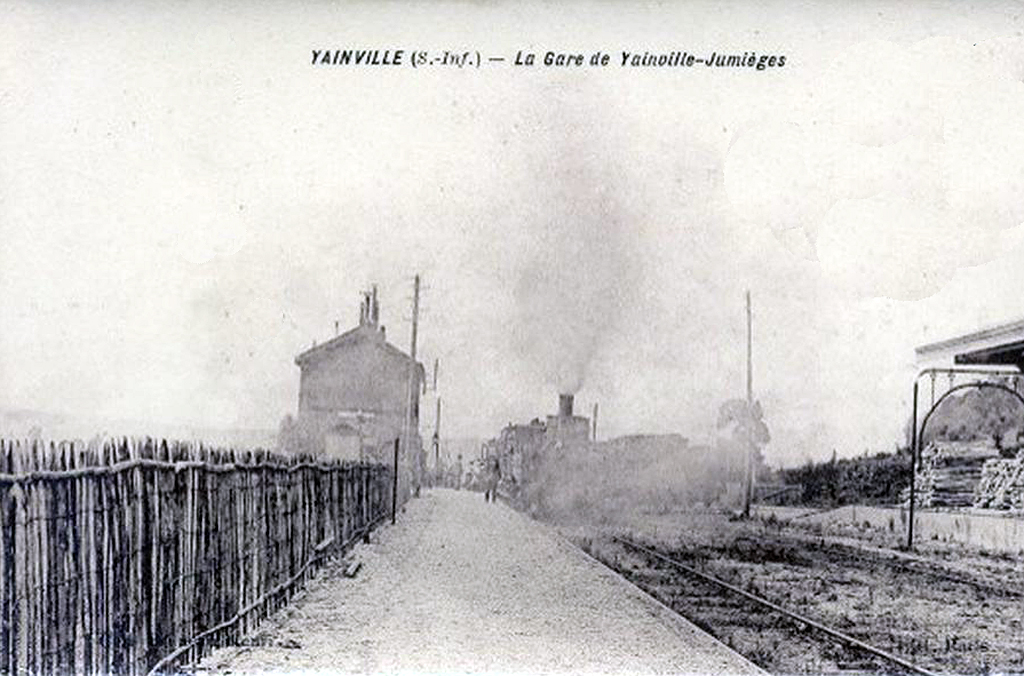
Beaucoup de vapeur autour de ce train de voyageurs à l'arrêt en gare de Yainville-Jumièges.

La grande ligne de Paris au Havre, achevée en 1847, ne suivait pas, entre Rouen et le grand port sur la Manche, le cours de la Seine mais s’élevait sur le plateau cauchois, délaissant ainsi les nombreuses localités industrielles qui s’égrainaient sur la rive droite du fleuve. Après la guerre de 1870, les autorités départementales de la Seine-Inférieure débattirent du projet d’établir une voie ferrée d’intérêt local longeant les rives de la Seine. La Compagnie des chemins de fer de l'Ouest répliqua par un projet d’antenne desservant, à partir de la gare de Barentin, les localités de Duclair et de Caudebec-en-Caux en passant par la vallée de l’Austreberthe qui ne comptait pas moins de 20 filatures. La ligne envisagée est déclarée d'utilité publique par une loi le 31 décembre 1875 et la concession accordée à la dite compagnie,. La construction de la voie ferrée fut retardée en raison de l'important dénivelé existant entre la gare de Barentin-Embranchement et le centre de la commune, il s'écoula ainsi plus de cinq années avant la mise en service qui se déroula en trois étapes : la section entre Barentin-Embranchement et Barentin-Ville fut ouvert le 1er février 1881 pour les seuls trains de marchandises, le tronçon de Barentin-Ville à Duclair fut inauguré à tout trafic le 20 juin de la même année, la dernière portion de la ligne entre Duclair et Caudebec-en-Caux-Voyageurs fut achevée le 31 juillet 1882. La desserte du port de Duclair par embranchement ne fut terminée qu'en 1890.
Jusqu'à la Première Guerre mondiale, la ligne était desservie par 4 omnibus quotidiens dans chaque sens qui assuraient la correspondance avec les trains de la grande radiale en gare de Barentin-Embranchement. Ce service était complété par un aller-retour Barentin - Duclair les jours de marché dans cette dernière ville. De nombreux trains de marchandises sillonnaient l'itinéraire en raison des nombreuses industries bénéficiant d'embranchements particuliers. La traction des convois était confiée aux locomotives des dépôts de Motteville et du Havre, des modèles classiques de la Compagnie des chemins de fer de l'Ouest : 030T 3500, 120T 1/150, 230T 3700 pour le service des voyageurs, 030 1904/2244 à tender séparé pour celui des marchandises. Un pont-tournant, installé en gare de Caudebec-Marchandises, permettait le retournement des machines (il fut allongé après la Première Guerre mondiale pour accueillir des locomotives au gabarit plus imposant). Le changement de concessionnaire, la Compagnie des chemins de fer de l'Ouest étant remplacée par l'Administration des chemins de fer de l'État en 1909, ne provoqua aucune modification notable dans l'exploitation de la ligne.

### Du déclin à la fermeture de la ligne

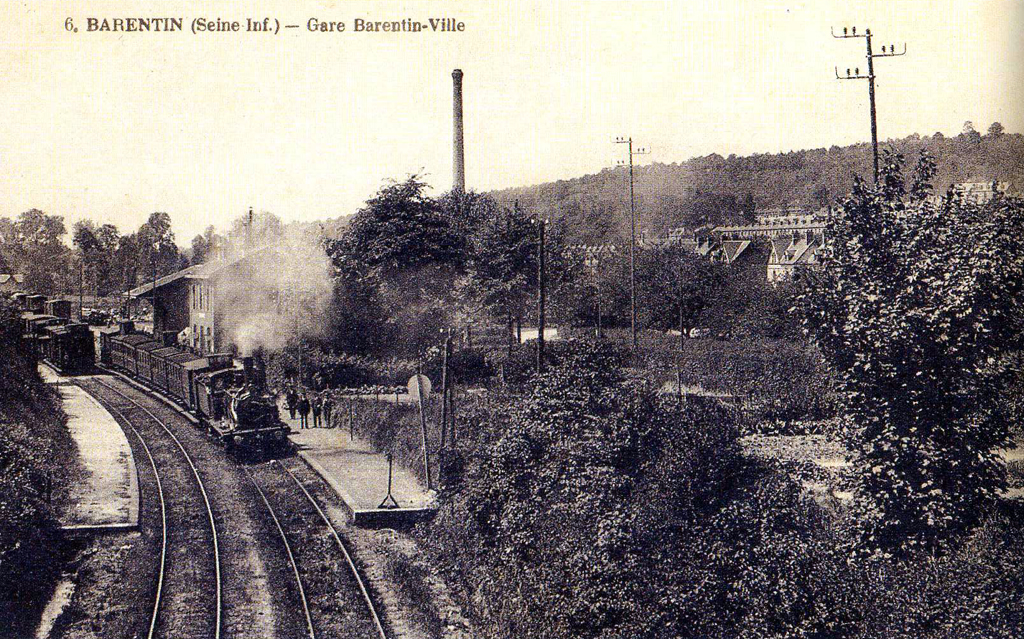
Un train de voyageurs, tracté par une 030, en provenance de Caudebec-en-Caux s'élance de la gare de Barentin-Ville en direction de Barentin-Embranchement.

À partir d'août 1914, le service fut réduit pour toute la durée du conflit à 2 circulations quotidiennes : un train omnibus, un convoi mixte mais l'activité marchandises se maintint à un niveau satisfaisant grâce au développement du trafic du port de Duclair. L'année 1919 vit un retour à des conditions normales d'exploitation mais le nombre des trains de voyageurs fut réduit à 2 par jour contre 4 précédemment tandis que la construction des chantiers navals du Trait dopait de manière temporaire la circulation des convois de marchandises. Le déclin du trafic des voyageurs durant les années 1920 conduisirent à la réduction drastique des activités à partir de 1930, un seul convoi mixte circulait quotidiennement sur la ligne, l'essentiel des voyageurs était véhiculé par 5 allers et retours assurés par des autocars. La circulation mixte s'avérait particulièrement lente, la train ne mettant pas moins de 2 heures pour se rendre de Barentin à Caudebec-Voyageurs et 2 heures et 11 minutes dans le sens inverse (soit une moyenne inférieure à 15 km/h). Malgré ce temps de parcours, le train ne fut pas supprimé comme tant de circulation voyageurs en 1938 avec l'avènement de la SNCF. La Seconde Guerre mondiale vit s'arrêter les circulations régulières sur la ligne à compter de l'été 1940, la voie fut d'ailleurs inutilisable à compter du 8 juillet 1944 lors du bombardement par l'aviation alliée du viaduc de Barentin. Il fallut attendre le 11 octobre 1944 pour que la circulation des trains fut rétablie entre Barentin-Embranchement et Pavilly-Ville et surtout septembre 1946 pour voir des trains de nouveau emprunter la totalité de l'itinéraire. Cette renaissance fut éphémère car le 1er juillet 1949, l'unique train mixte qui assurait la desserte de l'itinéraire fut supprimé, le trafic voyageurs disparaissait et entrainait la neutralisation de la section comprise entre Caudebec-Marchandises et Caudebec-Voyageurs.

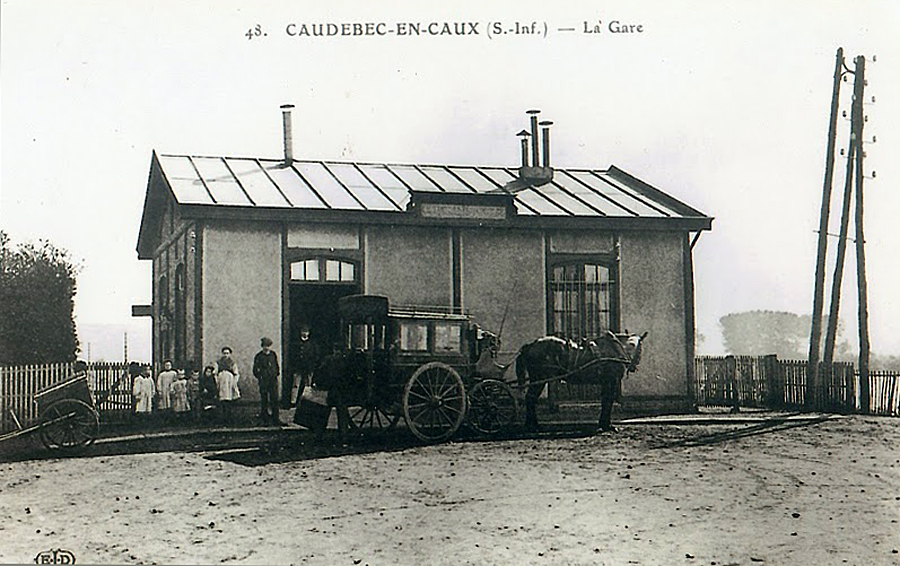
Le modeste bâtiment-voyageurs de la gare de Caudebec-en-Caux au début du XXe siècle.

Il demeurait toutefois d'importants flux de marchandises: expéditions de produits pétroliers, arrivages de charbon et de matériaux de carrière, ce qui justifiait le maintien d'un service ferroviaire. Ce dernier fut assuré entre 1949 et 1955 par des convois remorqués par des locomotives à vapeur de type 140 C et 141 C du dépôt de Sotteville-lès-Rouen à raison de deux navettes quotidiennes, l'une empruntant la totalité de ligne, l'autre ayant pour terminus Duclair. Dans une optique de modernisation, la traction vapeur fut remplacée, en 1956 par la traction autonome, les convois étant désormais tractés par des locomotives diesel d'abord de type 040-DE, plus connues sous la désignation de BB 63000, puis de type BB 66000 offrant une plus grande puissance. La desserte se limita, à partir du début des années 1970, à une navette quotidienne les jours ouvrables qui s'arrêtait soit à Yainville, soit à Caudebec-Marchandises. Régulièrement, un train complet de porphyre, destiné à la construction ou réfection des routes, était acheminé jusqu'à Yainville pour le compte de la Direction départementale de l'Équipement de Seine-Maritime. Le convoi, remorqué par une unité multiple de BB 66000, était scindé en deux pour emprunter le triple rebroussement menant de Barentin-Embranchement à la vallée de l'Austreberthe. Mais les restructurations industrielles progressives (les chantiers navals du Trait cessèrent leur activité à la fin de l'année 1972), les fermetures d'entreprises conduisirent à un lent déclin du trafic et la SNCF décida d'abandonner la desserte marchandises qui intervint au mois de juin 1990. La ligne est officiellement fermée à toute circulation le 2 juin 1991, puis techniquement neutralisée le 14 octobre 1996.

## Tracé

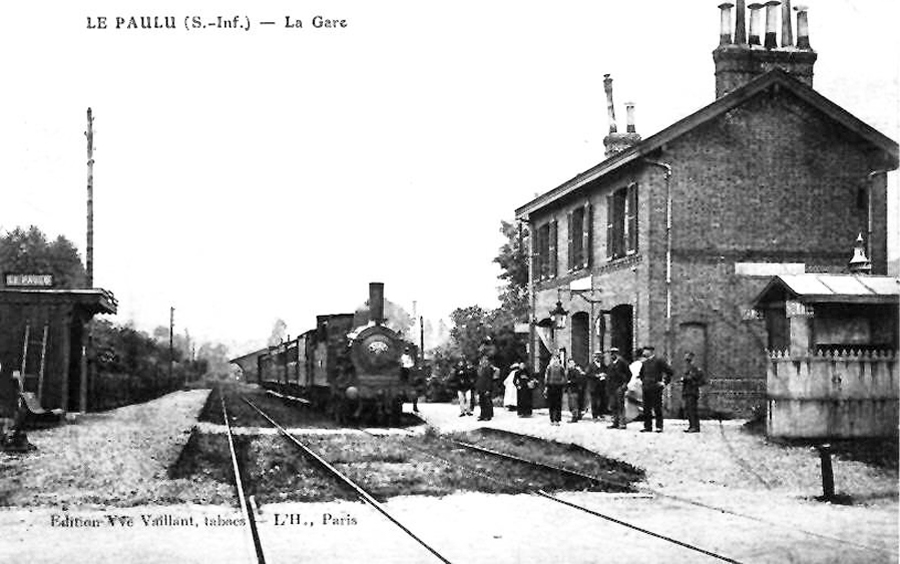
La gare du Paulu, entre Villers-Écalles et Duclair.

La voie ferrée part de la gare de Barentin-Embranchement, située sur la ligne de Paris au Havre, à proximité du long viaduc franchissant l'Austreberthe, mais doit adopter, en raison de l'important dénivelé (une trentaine de mètres) séparant la station établie sur un coteau et la ville enchâssée dans la vallée, un profil en long semblable à celui d'un chemin de fer de montagne. La ligne effectue un triple rebroussement : elle quitte la radiale en voie impaire (direction Le Havre), puis oblige les trains à s'arrêter au bout de quelques centaines de mètres, ensuite à refouler sur un faisceau de garage après avoir cisaillé la voie paire de la grande ligne ; depuis ce faisceau, elle parvient à la gare en cul-de-sac de Pavilly-Ville. Un dernier rebroussement lui permet de gagner la vallée de l'Austreberthe et de desservir, après être passée sous le viaduc précité, la commune de Barentin (gare de Barentin-Ville) et ses nombreuses industries.

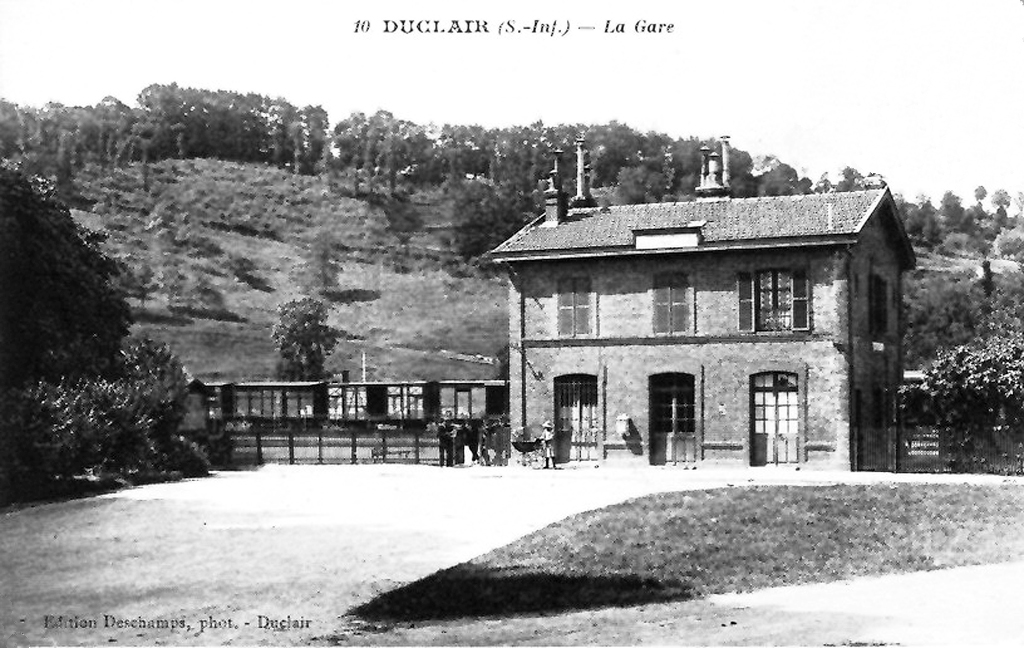
La gare de Duclair.

Puis, la ligne suit le cours de la rivière, jalonné de fabriques, jusqu'à la Seine dont elle rejoint la rive droite à Duclair, desservant au passage une entreprise chimique et le petit port fluvial de la commune. Elle coupe ensuite l'un des nombreux méandres du grand fleuve, par l'intermédiaire d'un dos d'âne aux rampes opposées de 10 ‰, retrouve le cours d'eau et les nombreuses entreprises qui le jalonnent ; des embranchements particuliers permettent ainsi de capter le trafic de la centrale thermique et du dépôt d'empierrement de Yainville-Jumièges, des chantiers navals du Trait (Société des Ateliers et Chantiers de Seine-Maritime), du dépôt pétrolier Esso (Compagnie Standard des Pétroles) de La Mailleraye-sur-Seine. Après avoir franchi, en aval de cette dernière commune, un nouveau relief avec une rampe maximale de 16 ‰, la voie atteint Caudebec-en-Caux, desservant un faisceau marchandises, puis le terminus voyageurs au terme d'un parcours de 29,2 kilomètres.

## Quel avenir pour la ligne?
Depuis la fermeture au trafic, et surtout de l'année 2000, de nombreux riverains se sont préoccupés de l'avenir de la ligne, constituant une association loi de 1901, Pour la conservation de la voie ferrée Barentin - Caudebec-en-Caux. Différents projets ont été envisagés sans pour autant aboutir à des résultats tangibles:
- La remise en état de la ligne pour assurer à nouveau la desserte des industries encore nombreuses afin de mieux tenir compte des nouvelles aspirations environnementales.
- La transformation de la voie ferrée en attraction touristique par la mise en place d'un vélo-rail[15].
- La transformation de la plate-forme ferroviaire en voie verte[16].

Sa réouverture a été néanmoins évoquée dans les études du projet LNPN, avec une exploitation en mode tram-train (prolongement de deux trains par heure Elbeuf - Rouen - Barentin jusqu'à Caudebec-en-Caux).
La portion entre Duclair et Le Trait a vu l'ouverture en septembre 2019 d'une voie verte, prolongée jusqu'à Saint-Wandrille, partie de La Seine à vélo. La première partie de Pavilly à Duclair a été transformée en voie verte, finalisée en 2025.

## Galerie

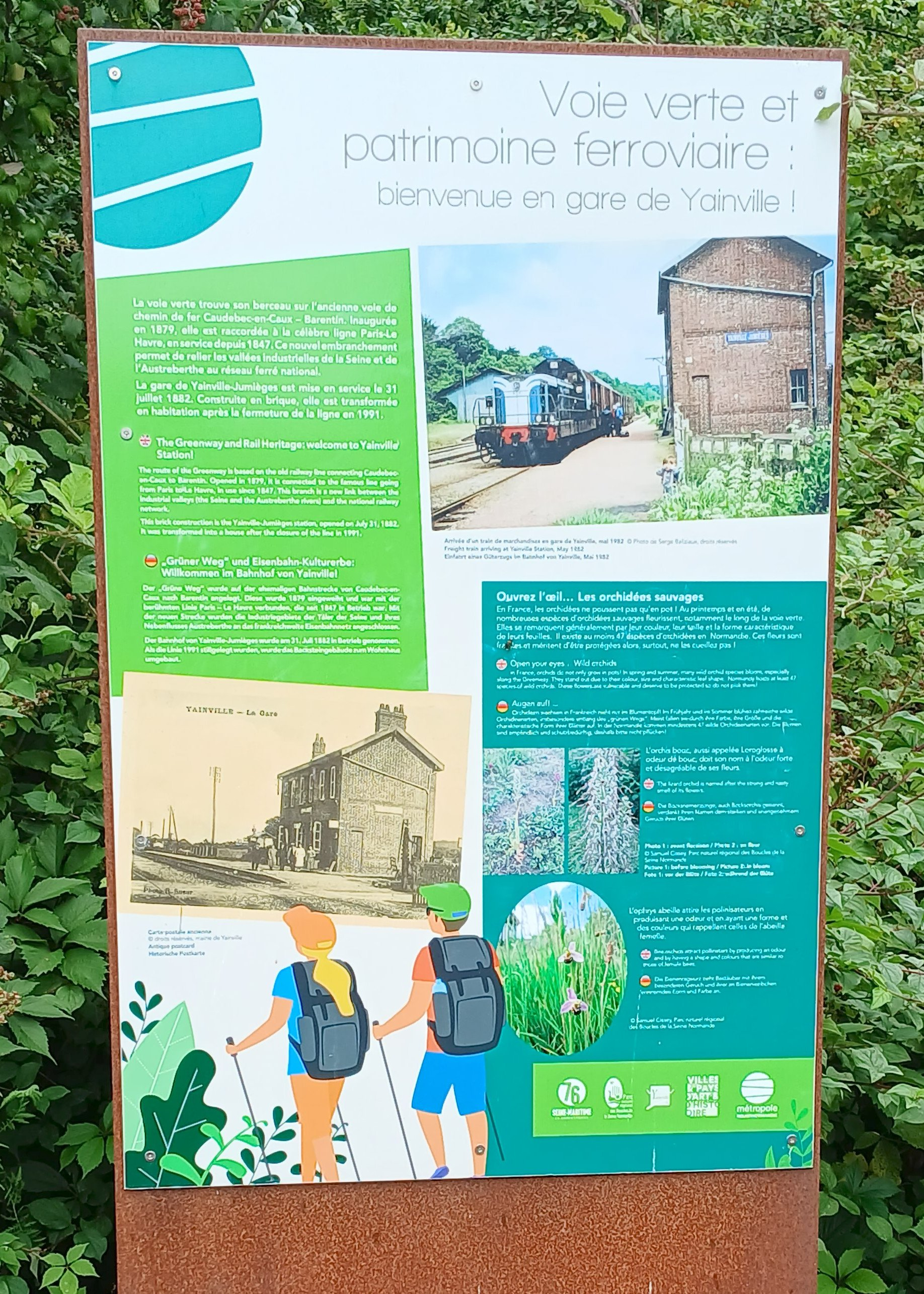
Panneau explicatif au niveau de la gare de Yainville.
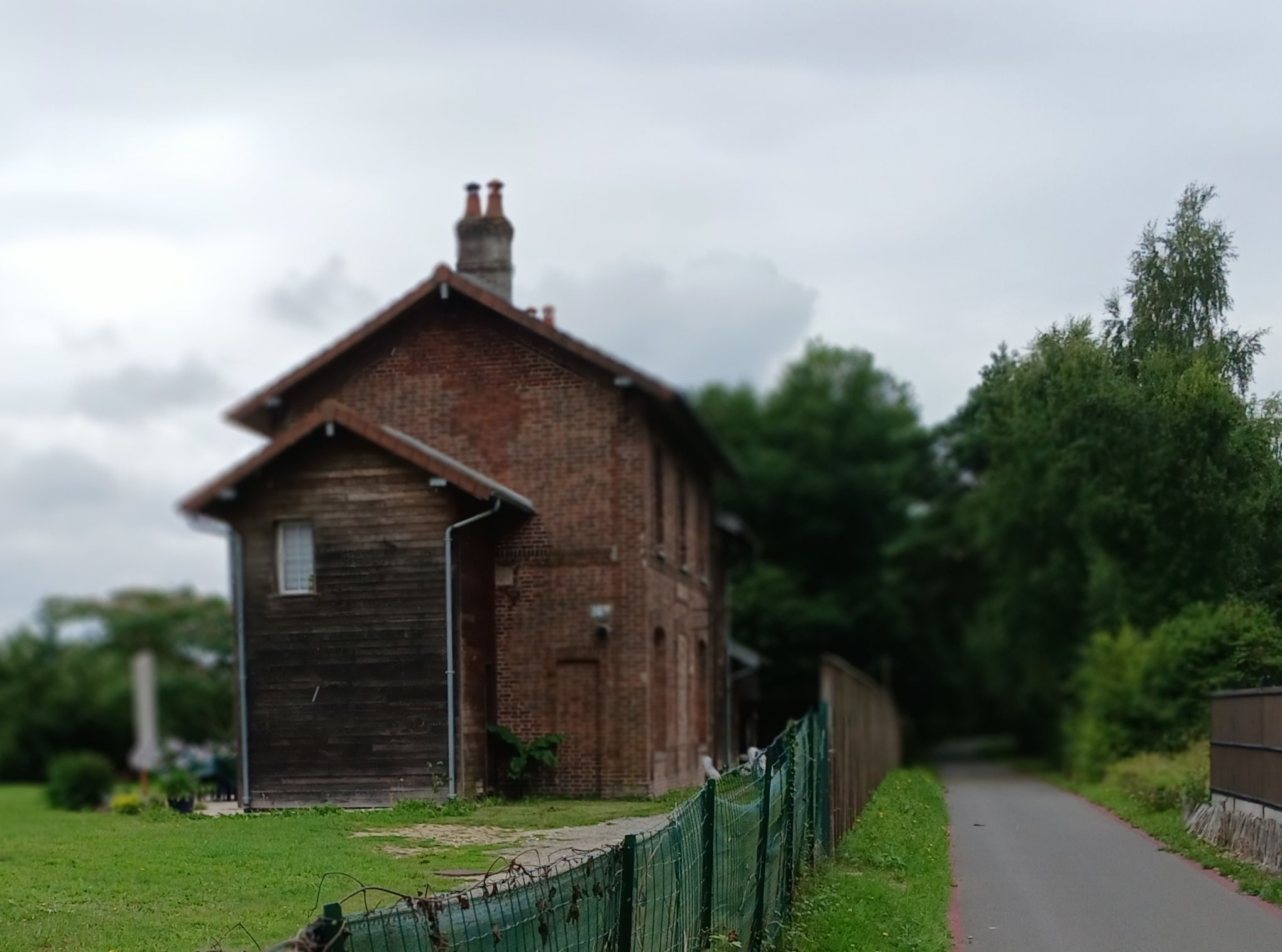
Gare de Yainville-Jumiège.
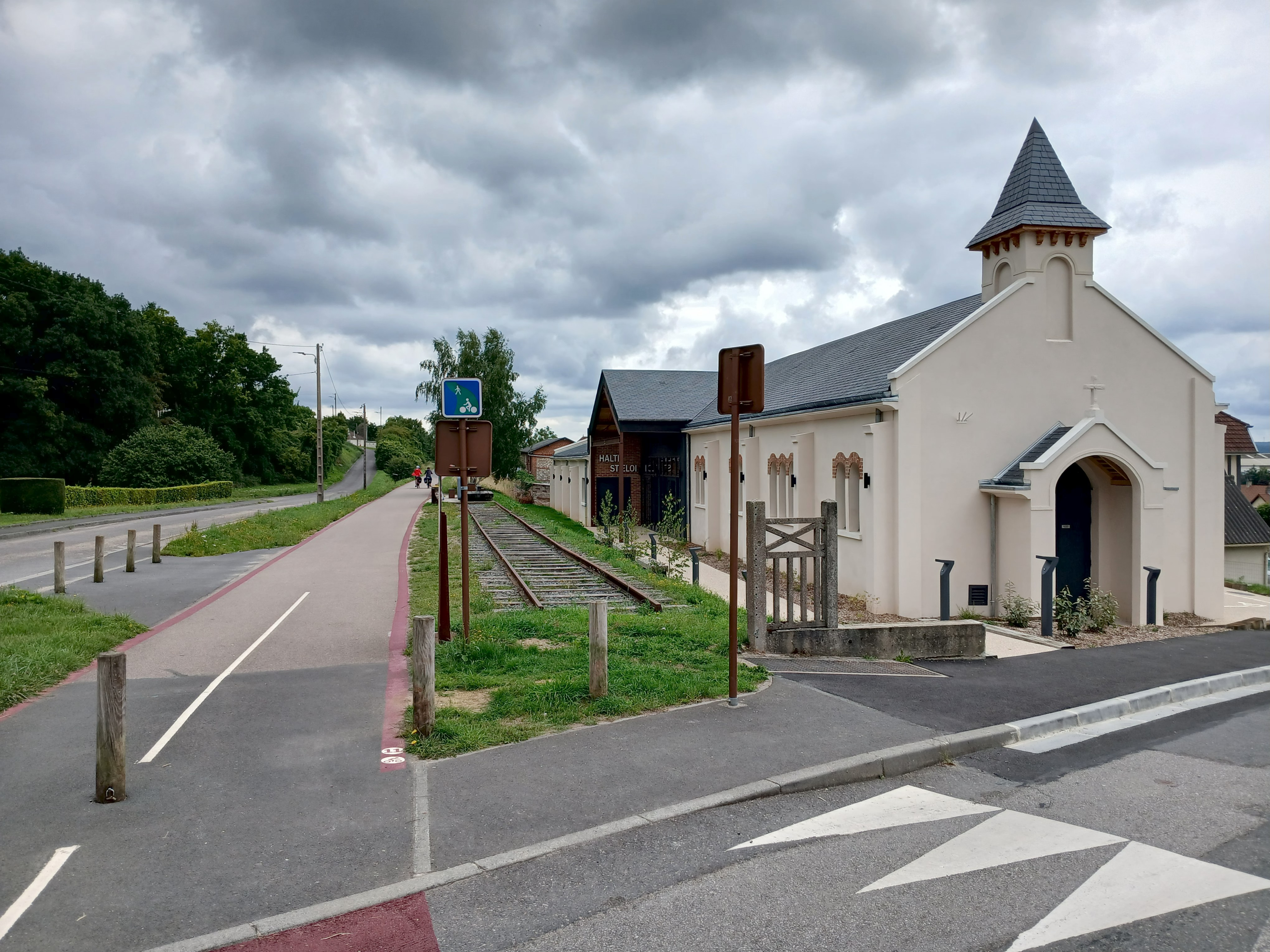
Chapelle Saint Éloi au Trait
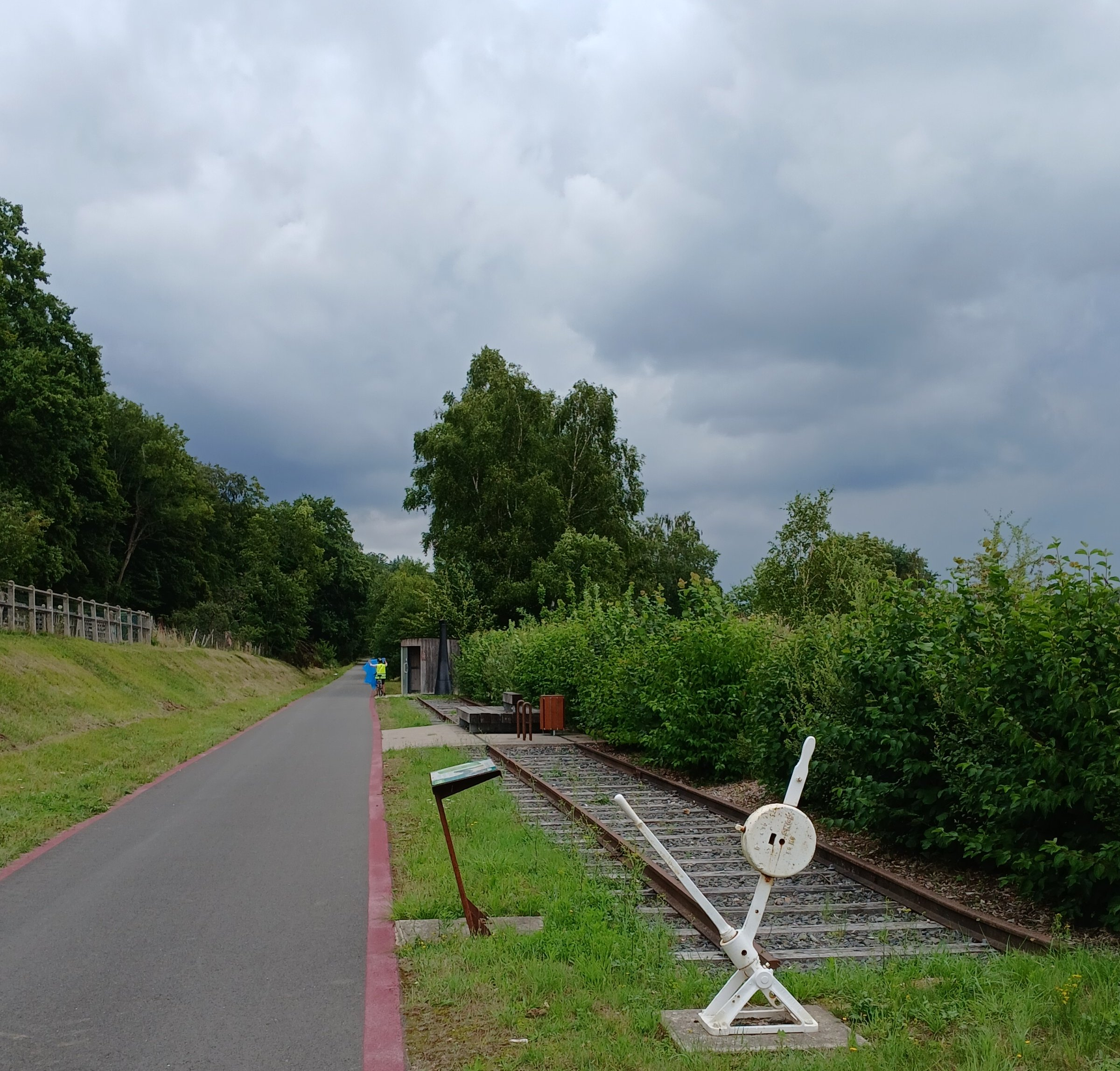
Vestiges ferroviaires
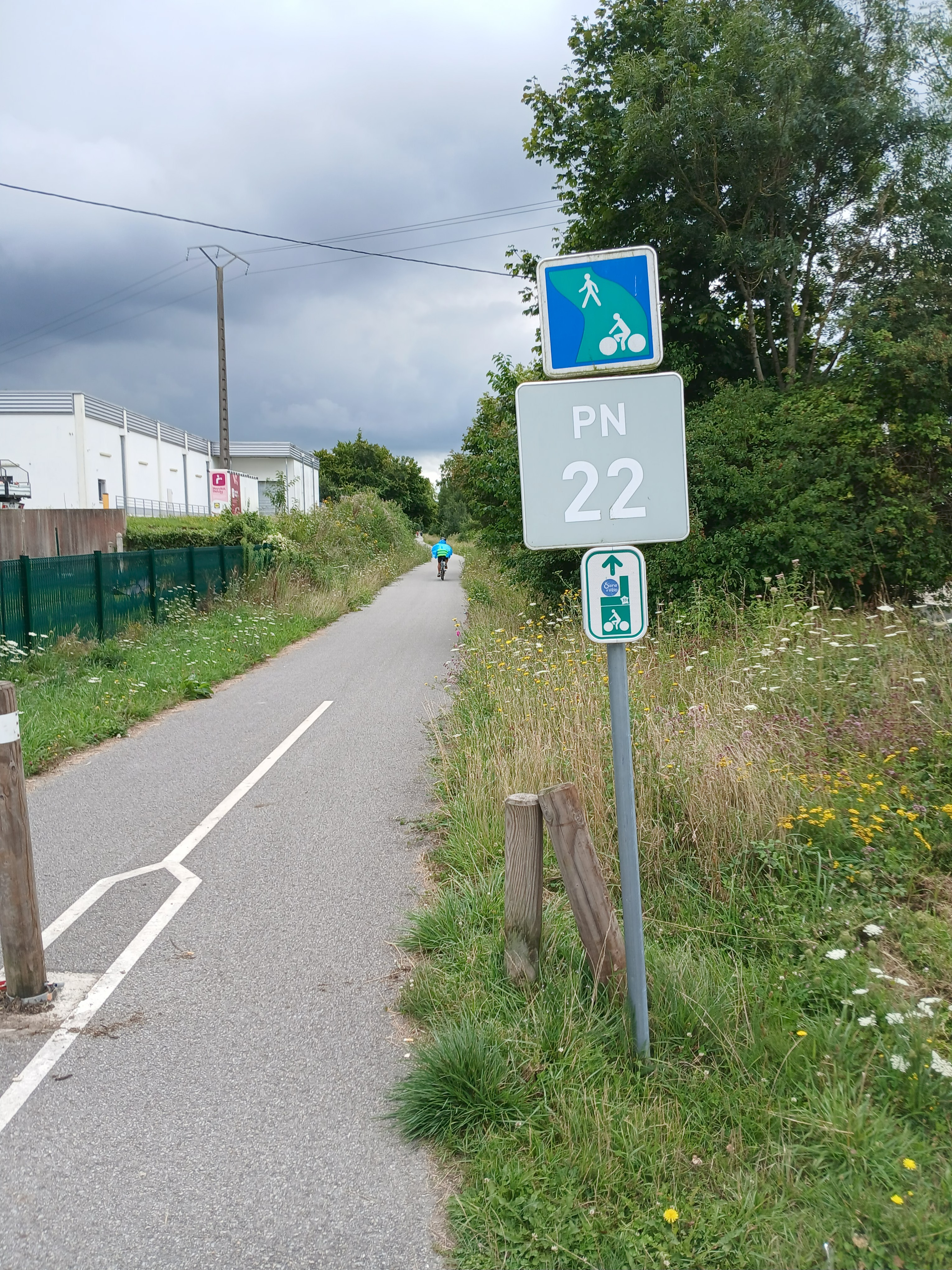
Au niveau de l'ancien PN 22